# Breiðablik
Breiðablik je islandski nogometni klub iz Kópavogura, grad južno od Reykjavik, glavnog grada Islanda. Domaće utakmice igra na Kópavogsvölluru čiji kapacitet iznosi 3099.

## Klupski uspjesi

### Ligaški
Besta deild karla
- Prvak (3): 2010., 2022., 2024.
- Doprvak (4): 2012., 2015., 2018., 2021.

1. deild karla
- Prvak (6): 1970., 1975., 1979., 1993., 1998., 2005.

### Kupski
Islandski nogometni kup
- Osvajač (1): 2009.
- Finalist (2): 1971., 2018.

Islandski nogometni liga kup
- Osvajač (2): 2013., 2015.
- Finalist (4): 1996., 2009., 2010., 2014.

Islandski nogometni superkup
- Osvajač (1): 2023.
- Finalist (3): 2010., 2011., 2022.

## Vanjske poveznice
- Službena web-stranica